# Borgvattnet, Ångermanland
Borgvattnet är en sjö i Strömsunds kommun i Ångermanland och ingår i Ångermanälvens huvudavrinningsområde. Sjön har en area på 0,187 kvadratkilometer och ligger 225 meter över havet. Sjön avvattnas av vattendraget Borgbäcken (Mellerstvattenbäcken).

## Delavrinningsområde
Borgvattnet ingår i det delavrinningsområde (709776-151910) som SMHI kallar för Utloppet av Borgvattnet. Medelhöjden är 343 meter över havet och ytan är 7,64 kvadratkilometer. Det finns ett avrinningsområde uppströms, och räknas det in blir den ackumulerade arean 21,41 kvadratkilometer. Borgbäcken (Mellerstvattenbäcken) som avvattnar avrinningsområdet har biflödesordning 3, vilket innebär att vattnet flödar genom totalt 3 vattendrag innan det når havet efter 168 kilometer. Avrinningsområdet består mestadels av skog (88 procent). Avrinningsområdet har 0,18 kvadratkilometer vattenytor vilket ger det en sjöprocent på 2,4 procent.